# W. S. Gilbert
Sir William Schwenck Gilbert (1836-1911) là nhà thơ, người viết lời opera người Anh. Thể loại nổi tiếng nhất mà ông sáng tác đó là comic opera. Ông đã phối hợp với Arthur Sullivan trong giai đoạn 1871-1896 và làm mưa làm gió nền opera Anh. Ông qua đời vì bệnh tim.